# Алисса Лав
Алисса Лав (англ. Alyssa Love, род. 25 июня 1976, Сан-Хосе, Калифорния) — американская порноактриса, лауреат премии AVN Awards.

## Биография
Родилась 25 июня 1976 года в Сан-Хосе, Калифорния. Затем вместе с семьёй переехала в Техас, где и выросла. Сначала танцевала топлесс в Далласе, затем дебютировала в порноиндустрии в марте 1997 года, в возрасте около 21 года. Первый фильм — Enchanted, студия Wicked Pictures.
Также снималась для таких студий, как Anabolic Video, Elegant Angel, Evil Angel, Vivid Entertainment, Private Media Group и других.
В 1998 году получила премию AVN Awards в номинации «лучшая групповая сцена — видео» за роль в Gluteus to the Maximus совместно с Холли Вудс, Питером Нортом, Кати Голд и Шей Суит.
В свободное время любит ходить в клубы и танцевать. Описывает себя как «типичную деревенскую девушку, не экстравагантную, которая предпочитает простые серебряные украшения золоту или бриллиантам».
Ушла из индустрии в 2000 году, снявшись в 95 фильмах.

## Награды
| Год  | Награда    | Категория                      | Работа                 | Результат |
| ---- | ---------- | ------------------------------ | ---------------------- | --------- |
| 1998 | AVN Awards | Лучшая групповая сцена (видео) | Gluteus to the Maximus | Победа    |

## Избранная фильмография
- Gluteus to the Maximus